# Список лидеров кинопроката США 2016 года
Список лидеров кинопроката США 2016 года содержит аннотированное перечисление фильмов, которые занимали первое место в США по итогам сборов каждой из недель 2016 года.

## Список
Указаны сборы в кинопрокате за одну текущую неделю.
| #  | Дата             | Фильм                                           | Сборы        | Примечание |
| -- | ---------------- | ----------------------------------------------- | ------------ | --- |
| 1  | 3 января 2016    | Звёздные войны: Пробуждение силы                | $90 241 673  | «Звёздные войны: Пробуждение силы» побили рекорд «Аватара» (68,4 миллиона долларов) по самым высоким сборам за третий уик-энд и рекорд «Снайпера» (89,2 миллиона долларов) по самому кассовому уик-энду в январе. |
| 2  | 10 января 2016   | Звёздные войны: Пробуждение силы                | $42 353 785  | «Звёздные войны: Пробуждение силы» и «Голодные игры: Сойка-пересмешница. Часть 2» стали первыми двумя фильмами, возглавлявшими бокс-офис четыре уик-энда подряд после «Тупой и ещё тупее» и «Легенды осени» в 1995 году. Первый также стал первым фильмом в истории, собравшим в прокате более 800 миллионов долларов. |
| 3  | 17 января 2016   | Миссия в Майами                                 | $35 243 095  | |
| 4  | 24 января 2016   | Выживший                                        | $16 009 718  | «Выживший» занял первое место в третий уик-энд в широком прокате и пятый в общем. Он также стал первым фильмом после «Марсианина», который возглавил бокс-офис в пятый уик-энд. |
| 5  | 31 января 2016   | Кунг-фу панда 3                                 | $41 282 042  | «Кунг-фу Панда 3» побила рекорд «Реальной белки» (19,4 миллиона долларов) как самый кассовый январский дебют для анимационного фильма. |
| 6  | 7 февраля 2016   | Кунг-фу панда 3                                 | $21 242 181  | На третьем месте «Звёздные войны: Пробуждение силы» стали первым фильмом в истории, собравшим более 900 миллионов долларов в домашнем прокате, и третьим фильмом, собравшим более 2 миллиардов долларов в мировом прокате после «Аватара» и «Титаника». |
| 7  | 14 февраля 2016  | Дэдпул                                          | $132 434 639 | Сборы «Дэдпула» за вечер четверга в размере 12,5 миллионов долларов побили рекорд «Мальчишника 2: Из Вегаса в Бангкок» (10,4 миллиона долларов) за самые большие сборы за вечер четверга для фильма с рейтингом R. Он также побил рекорд «Пятидесяти оттенков серого» (85,1 миллиона долларов) по самому кассовому дебютному уик-энду в феврале и по выходным, посвящённым Президентскому дню, рекорд «Снайпера» (89,2 миллиона долларов) по самому кассовому дебютному уик-энду для зимнего релиза, рекорд «Матрицы: Перезагрузка» (91,7 миллиона долларов) за самый кассовый уик-энд для фильма с рейтингом R и рекорд «Звёздных войн. Эпизод III: Месть ситхов» (108,4 миллиона долларов) за самый кассовый дебютный уик-энд для фильма 20th Century Fox.        |
| 8  | 21 февраля 2016  | Дэдпул                                          | $56 470 167  | |
| 9  | 28 февраля 2016  | Дэдпул                                          | $31 115 195  | «Дэдпул» стал первым фильмом 2016 года, который лидировал в прокате три уик-энда подряд. |
| 10 | 6 марта 2016     | Зверополис                                      | $75 063 401  | «Зверополис» побил рекорд «Лоракса» (70,2 миллиона долларов) по самому кассовому мартовскому дебюту анимационного фильма и рекорд «Холодного сердца» (67,4 миллиона долларов) по самому кассовому дебютному уик-энду фильма Walt Disney Animation Studios. |
| 11 | 13 марта 2016    | Зверополис                                      | $51 339 887  | |
| 12 | 20 марта 2016    | Зверополис                                      | $37 164 158  | «Зверополис» и «Дэдпул» стали первыми двумя фильмами, возглавлявшие бокс-офис как минимум три уик-энда подряд после «Совместной поездки» и «Лего. Фильма» в 2014 году. Первый также стал первым анимационным фильмом после «Лего. Фильма», который лидировал по кассовым сборам три уик-энда подряд. |
| 13 | 27 марта 2016    | Бэтмен против Супермена: На заре справедливости | $166 007 347 | «Бэтмен против Супермена: На заре справедливости» побил рекорды «Голодных игр» (152,5 миллиона долларов) по самому кассовому дебютному уик-энду в марте и для весеннего релиза, рекорд «Форсажа 7» (147,2 миллиона долларов) по самому кассовому дебютному пасхальному уик-энду, рекорд «Человека из стали» (116,6 млн долларов) за самый кассовый дебютный уик-энд для фильма с участием Супермена и рекорды «Тёмного рыцаря: Возрождение легенды» (160,8 миллиона долларов) за самый кассовый дебютный уик-энд для фильма, основанного на персонажах DC Comics и фильма с участием Бэтмена. Его 422,5 миллиона долларов в первый уик-энд по всему миру побили рекорд «Мстителей» (392,5 миллиона долларов) за самый кассовый дебютный уик-энд фильма по комиксам. |
| 14 | 3 апреля 2016    | Бэтмен против Супермена: На заре справедливости | $51 335 254  | По итогам недели «Дэдпул» стал вторым самым кассовым фильмом с рейтингом R (355,1 миллиона долларов) после «Страстей Христовых» (370,7 миллиона долларов). |
| 15 | 10 апреля 2016   | Большой босс                                    | $23 586 645  | |
| 16 | 17 апреля 2016   | Книга джунглей                                  | $103 261 464 | По итогам недели «Зверополис» стал десятым анимационным фильмом, собравшим более 300 миллионов долларов. |
| 17 | 24 апреля 2016   | Книга джунглей                                  | $61 538 821  | |
| 18 | 1 мая 2016       | Книга джунглей                                  | $43 714 706  | |
| 19 | 8 мая 2016       | Первый мститель: Противостояние                 | $179 139 142 | «Первый мститель: Противостояние» побил рекорд «Железного человека 3» (174,1 миллиона долларов) по самому кассовому дебютному уик-энду для фильма кинематографической вселенной Marvel за пределами фильмов «Мстители» и рекорд «Человека-паука 3: Враг в отражении» (151,1 миллиона долларов) по самому кассовому дебюту для фильма с участием Человека-паука. У него был самый кассовый дебютный уик-энд в 2016 году. |
| 20 | 15 мая 2016      | Первый мститель: Противостояние                 | $72 637 142  | |
| 21 | 22 мая 2016      | Angry Birds в кино                              | $38 155 177  | |
| 22 | 29 мая 2016      | Люди Икс: Апокалипсис                           | $65 769 562  | |
| 23 | 5 июня 2016      | Черепашки-ниндзя 2                              | $35 316 382  | |
| 24 | 12 июня 2016     | Заклятие 2                                      | $40 406 314  | |
| 25 | 19 июня 2016     | В поисках Дори                                  | $135 060 273 | Сборы «В поисках Дори» в размере 54,7 миллиона долларов в день открытия побили рекорд «Миньонов» (46 миллионов долларов) по самым высоким сборам в день открытия для анимационного фильма. Они также побили рекорд «Истории игрушек: Большой побег» (110,3 миллиона долларов) по самому кассовому дебютному уик-энду для анимационного фильма Pixar и рекорд «Шрека Третьего» (121,6 миллиона долларов) по самому кассовому дебютному уик-энду для анимационного фильма и фильма с рейтингом PG. |
| 26 | 26 июня 2016     | В поисках Дори                                  | $72 959 954  | «В поисках Дори» побили рекорд «Шрека 2» (72,1 миллиона долларов) по самому высокому показателю второго уик-энда для анимационного фильма. |
| 27 | 3 июля 2016      | В поисках Дори                                  | $41 817 176  | «В поисках Дори» побили рекорд «Шрека 2» (37,9 миллиона долларов) по самому кассовому третьему уик-энду для анимационного фильма и стал самым быстрым анимационным фильмом, достигшим 300 миллионов долларов. Они также стали первым анимационным фильмом после «Зверополиса», который лидировал по кассовым сборам три уик-энда подряд. |
| 28 | 10 июля 2016     | Тайная жизнь домашних животных                  | $104 352 905 | «Тайная жизнь домашних животных» побила рекорд «Головоломки» (90,4 миллиона долларов) за самый кассовый дебютный уик-энд для оригинального фильма и анимационного фильма, не являющегося сиквелом. По итогам недели «В поисках Дори» стали пятым анимационным фильмом, собравшим более 400 миллионов долларов. |
| 29 | 17 июля 2016     | Тайная жизнь домашних животных                  | $50 838 355  | По итогам недели «В поисках Дори» превзошли «Шрека 2» (441,2 миллиона долларов) как самый кассовый анимационный фильм. |
| 30 | 24 июля 2016     | Стартрек: Бесконечность                         | $59 253 211  | |
| 31 | 31 июля 2016     | Джейсон Борн                                    | $59 215 365  | |
| 32 | 7 августа 2016   | Отряд самоубийц                                 | $133 682 248 | «Отряд самоубийц» побил рекорд «Стражей Галактики» (94,3 миллиона долларов) по самому кассовому дебютному уик-энду в августе. |
| 33 | 14 августа 2016  | Отряд самоубийц                                 | $43 536 013  | |
| 34 | 21 августа 2016  | Отряд самоубийц                                 | $20 855 401  | |
| 35 | 28 августа 2016  | Не дыши                                         | $26 411 706  | |
| 36 | 4 сентября 2016  | Не дыши                                         | $15 833 223  | |
| 37 | 11 сентября 2016 | Чудо на Гудзоне                                 | $35 028 301  | |
| 38 | 18 сентября 2016 | Чудо на Гудзоне                                 | $21 653 017  | |
| 39 | 25 сентября 2016 | Великолепная семёрка                            | $34 703 397  | |
| 40 | 2 октября 2016   | Дом странных детей мисс Перегрин                | $28 871 140  | |
| 41 | 9 октября 2016   | Девушка в поезде                                | $24 536 265  | |
| 42 | 16 октября 2016  | Расплата                                        | $24 710 273  | |
| 43 | 23 октября 2016  | Хеллоуин Мэдеи                                  | $28 501 448  | |
| 44 | 30 октября 2016  | Хеллоуин Мэдеи                                  | $17 220 312  | |
| 45 | 6 ноября 2016    | Доктор Стрэндж                                  | $85 058 311  | |
| 46 | 13 ноября 2016   | Доктор Стрэндж                                  | $42 970 065  | |
| 47 | 20 ноября 2016   | Фантастические твари и где они обитают          | $74 403 387  | |
| 48 | 27 ноября 2016   | Моана                                           | $56 631 401  | |
| 49 | 4 декабря 2016   | Моана                                           | $28 270 989  | |
| 50 | 11 декабря 2016  | Моана                                           | $18 533 804  | «Моана» стала первым анимационным фильмом после «В поисках Дори», который лидировал по кассовым сборам три уик-энда подряд. |
| 51 | 18 декабря 2016  | Изгой-один. Звёздные войны: Истории             | $155 081 681 | «Изгой-один. Звёздные войны: Истории» побил рекорд «Миньонов» (115,7 миллиона долларов) по самому кассовому дебютному уик-энду для приквела. |
| 52 | 25 декабря 2016  | Изгой-один. Звёздные войны: Истории             | $64 033 768  | |
| 53 | 1 января 2017    | Изгой-один. Звёздные войны: Истории             | $49 609 002  | «Изгой-один. Звёздные войны: Истории» и «Моана» стали первыми двумя фильмами, которые лидировали по кассовым сборам как минимум три уик-энда подряд после «Дэдпула» и «Зверополиса». |

## Самые кассовые фильмы
Ниже представлен список десяти фильмов, собравших наибольшую кассу в США и Канаде за 2016 год.
| Место | Название                                        | Дистрибьютор | Сборы, $    |
| ----- | ----------------------------------------------- | ------------ | ----------- |
| 1     | Изгой-один. Звёздные войны: Истории             | Disney       | 532 177 324 |
| 2     | В поисках Дори                                  | Disney       | 486 295 561 |
| 3     | Первый мститель: Противостояние                 | Disney       | 408 084 349 |
| 4     | Тайная жизнь домашних животных                  | Universal    | 368 384 330 |
| 5     | Книга джунглей                                  | Disney       | 364 001 123 |
| 6     | Дэдпул                                          | Fox          | 363 070 709 |
| 7     | Зверополис                                      | Disney       | 341 268 248 |
| 8     | Бэтмен против Супермена: На заре справедливости | Warner Bros. | 330 360 194 |
| 9     | Отряд самоубийц                                 | Warner Bros. | 325 100 054 |
| 10    | Зверопой                                        | Universal    | 270 395 425 |